# 山下絹代
山下 絹代（やました きぬよ、12月31日 - ）はゲームミュージックの作曲家およびサウンドプロデューサー、モデル。兵庫県尼崎市出身。血液型はAB型。大阪電気通信大学短期大学部電子工学科卒。
かつてコナミ矩形波倶楽部に所属（1986-1989）し、ファミリーコンピュータ、MSXのゲーム音楽を数多く手掛けた。1980年代後半から1990年代初頭にかけゲームミュージックブームを作ったコンポーザーのひとりであり、現在も第一線で活躍中の作曲家である。
代表作に、『悪魔城ドラキュラ』、『エスパードリーム』、『ロックマンX3』、『メダロット』シリーズ他多数。

## 来歴
大学では電子工学を専攻し電子楽器の設計を志していたが、卒業後コナミに入社し音響部門に配属となり、初めて作曲を手掛けた。処女作にして代表作である『悪魔城ドラキュラ』は現在でもアレンジ作品が数多く出されている。コナミを退社後はフリーランスとなり、『メダロット』シリーズ、『ロックマンX3』『奇々怪界 〜月夜草子〜』『全日本プロレス』シリーズなどを手掛けた。他にもゲーム音楽のアレンジアルバムに参加したり、PCゲームやiPhoneアプリの音楽も担当している。
現在はアメリカのニュージャージー州に在住しており、作曲活動を続けている。
別名義としてはyamako、Charming yamako、ONIGIRI YAMAKO、うえだきぬよ（上田絹代）等がある。

## 手がけた主な作品

### MSX
- 悪魔城ドラキュラ(1986,コナミ)
- 魔城伝説II ガリウスの迷宮(1987,コナミ)
- ウシャス(1987,コナミ)
- シャロム 魔城伝説III 完結編(1987,コナミ)
- パロディウス 〜タコは地球を救う〜(1988,コナミ)
- 王家の谷 エルギーザの封印(1988,コナミ)
- ゴーファーの野望 エピソードII(1989,コナミ)

### ファミリーコンピュータ
- 悪魔城ドラキュラ(1986,コナミ) - デビュー作
- もえろツインビー シナモン博士を救え!(1986,コナミ)
- キングコング2 怒りのメガトンパンチ(1986,コナミ)
- 火の鳥 鳳凰編 我王の冒険(1987,コナミ)
- エスパードリーム(1987,コナミ)
- アルマナの奇跡(1987,コナミ)
- 魔城伝説II 大魔司教ガリウス(1987,コナミ)
- ドンドコドン2(1989,タイトー)
- パワーブレイザー(1990,タイトー)
- キャプテンセイバー(1992,タイトー)

### PCエンジン
- はなたーかだか!?(1991,タイトー)

### スーパーファミコン
- ゴーストスイーパー美神〜除霊師はナイスバディー(1993,バンダイ/NATSUME) - 岩月博之と共作
- 全日本プロレス(1993,NCS/NATSUME) - 水谷郁、岩月博之と共作
- 全日本プロレス' 世界最強タッグ(1993,NCS/NATSUME) - 水谷郁、岩月博之と共作
- Mighty Morphin Power Rangers(1994,バンダイ/NATSUME) - 水谷郁、岩月博之と共作
- 下野正希のFighing To Basshing(1994,NATSUME) - 水谷郁、倉橋真也と共作
- 奇々怪界 〜月夜草子(1994,タイトー/NATSUME) - 岩月博之,大橋春男, A.Yamaoと共作
- 全日本プロレス2 3・4武道館(1995,NCS/NATSUME) - 水谷郁、岩月博之、大橋春男と共作
- CASPER(1995,KSS/NATSUME) - 水谷郁と共作
- 大物ブラックバスフィッシング〜人造湖編(1995,アクレイムジャパン/NATSUME) - 水谷郁と共作
- 平安風雲伝(1995,KSS/NATSUME) - 水谷郁、倉橋真也と共作
- ロックマンX3(1995,カプコン)

### ゲームボーイ
- メダロット
- メダロット パーツコレクション
- メダロット2
- メダロット2 パーツコレクション
- メダロット3
- メダロット3 パーツコレクション Zからの超戦場
- メダロット4
- メダロット5 すすたけ村の転校生
- 携帯電獣テレファング
- CROC2
- シルバニアメロディー 森のなかまと踊りましょ!
- BASS MASTERS CLASSIC

### ゲームボーイアドバンス
- メダロットnavi
- メダロットG
- メダロット弐CORE
- 真型メダロット
- モンスターズ・インク
- シナモンゆめの大冒険
- 携帯電獣テレファング2

### ワンダースワン
- メダロット パーフェクトエディション

### プレイステーション
- メダロットR
- メダロットR パーツコレクション
- デジタルフィギュア・イイナ
- 金田一少年の事件簿
- クライングドラゴン

### Nintendo 64
- Snow Speeder

### ゲームキューブ
- メダロットBRAVE

### ニンテンドーDS
- 家庭の医学 DSで鍛える食材健康トレーニング - サウンドプロデュース、一部作曲
- ハローキティのご当地コレクション恋のどきどきトラベル - サウンドプロデュース、一部作曲
- DSではじめる こくご さんすう えいご - サウンドプロデュース、一部作曲
- きかんしゃトーマス DSではじめる知育学習 - サウンドプロデュース、一部作曲
- DSもって旅にでよ♪京都 - サウンドプロデュース、一部作曲
- 赤川次郎ミステリー夜想曲 - サウンドプロデュース、コンバート
- 横軸で学ぶ世界の歴史ヨコ・ガクDS - サウンドプロデュース、一部作曲
- しゅごキャラ!3つのたまごと恋するジョーカー! - 一部作曲
- メダロットDS - 作曲協力

### Wii
- Walk It Out! - 一部作曲

### Windows XP/Vista/7
- 機装猟兵ガンハウンド

## インタビュー
- OSV：山下絹代インタビュー(日本語版)
- OSV：山下絹代インタビュー(オリジナル英語版)

## その他
- 悪魔城ドラキュラ（ファミコン、MSX）で最も有名なステージ1 BGM「Vampire Killer」を作曲したのは山下ではなく、寺島里恵である。